# 石川雷蔵
石川 雷蔵（いしかわ らいぞう、2003年9月10日 - ）は、日本の俳優。埼玉県出身。スターダストプロモーション制作1部所属。

## 略歴
2017年の中学2年生のとき、PlayStation 4が欲しくてオーディションに合格したらもらえる賞金が目当てでスターダストプロモーションの芸能1部モデルオーディションに応募して合格し、所属。
2018年（10月22日・24日）、ドラマ特区『文学処女』（MBS・TBS）でテレビドラマ初出演を果たし、俳優デビュー。
2019年1月25日、映画『愛唄 -約束のナクヒト-』で映画初出演。
2020年9月17日から10月29日まで配信されたABEMAオリジナルドラマ『17.3 about a sex』で連続ドラマに初めてレギュラー出演。
2022年1月期土曜ナイトドラマ『もしも、イケメンだけの高校があったら』（テレビ朝日）で地上波連続ドラマに初めてレギュラー出演。同年6月5日、スーパー戦隊シリーズ『暴太郎戦隊ドンブラザーズ』（テレビ朝日）にて第14話から追加戦士である桃谷ジロウ / ドンドラゴクウ / ドントラボルト 役として出演。
2023年11月11日から26日までKAAT神奈川芸術劇、12月9日と10日に京都芸術劇場 春秋座に行われたKAAT神奈川芸術劇場プロデュース舞台『SHELL』で舞台初出演。
2024年4月5日から14日まであうるすぽっと（豊島区立舞台芸術交流センター）にて行われた劇団ホチキス第48回公演『ワイルド番地』で舞台初主演。

## 人物
- 趣味はアニメ鑑賞、散歩[2]。
- 特技はボイスパーカッション、バスケットボール、サッカー[2][4]。
- 名前は、昭和の名優・市川雷蔵にあやかって付けられた[13]。
- 幼少期は『仮面ライダーカブト』が好きであった[3]。スーパー戦隊シリーズでは『侍戦隊シンケンジャー』をよく見ていたという[14]。

## 出演

### テレビドラマ
- 文学処女 第7話（2018年10月22日、MBS / 10月24日、TBS） - 加賀屋朔（高校時代）役[15]
- 絶対正義 第1話（2019年2月2日、東海テレビ・フジテレビ）
- 名もなき復讐者 ZEGEN 第4話（2019年9月20日、関西テレビ） - 女衒（高校時代） 役
- 大豆田とわ子と三人の元夫 第10話（2021年6月15日、関西テレビ・フジテレビ） - 西園寺 役
- ガンダムビルドリアル（2021年6月18日 - 7月23日、BS11） - 松本颯太 役[注 1]
- ショートショート劇場『こころのフフフ』（2021年8月15日[注 2]、WOWOWプライム）
- 群青領域 第1話（2021年10月15日、NHK総合）
- もしも、イケメンだけの高校があったら（2022年1月15日 - 3月19日、テレビ朝日） - 石川海成 役[9]
- 国際共同制作ドラマ「マイスモールランド」（2022年3月24日、NHK BS1） - 岩井智雄 役
- 暴太郎戦隊ドンブラザーズ（2022年6月5日 - 2023年2月26日、テレビ朝日） - 桃谷ジロウ / ドンドラゴクウ / ドントラボルト 役[10]
- やわ男とカタ子 第3話（2023年8月21日、テレビ東京）[16]
- 量産型リコ -もう1人のプラモ女子の人生組み立て記- 最終話（2023年9月1日、テレビ東京） - Muro 役[17]
- 大岡越前7 第5話（2024年7月21日、NHK BSプレミアム・BS4K）[18] - 太輔 役
- 相棒  season23 第1話（2024年10月16日、テレビ朝日） - 高木宇宙 役
- 119エマージェンシーコール 第10話（2025年3月24日、フジテレビ）- 長谷川陽太 役
- ちはやふる-めぐり-（2025年7月9日 - 、日本テレビ） - 篠原陽介 役[19][20]

### ウェブドラマ
- カカフカカ-こじらせ大人のシェアハウス- 特別編（2019年6月28日、Amazonプライム・ビデオ）
- 17.3 about a sex（2020年9月17日 - 10月29日、AbemaTV） - 新田貴大 役[8]
- マルチアングルドラマ「小夏の放送室〜先生との恋、卒業〜」（2021年3月31日、auスマートパスプレミアム） - 田中啓太 役
- 神様のえこひいき 第4話（2022年3月19日 - 4月9日、Hulu）
- スーパー戦隊シリーズ
  - 暴太郎戦隊ドンブラザーズvs暴太郎戦隊ドンブリーズ（2023年11月5日、東映特撮ファンクラブ） - 桃谷ジロウ / ドンドラゴクウ 役
  - 爆上戦隊ブンブンジャー formation lap 始末屋 オブ ギャラクシー（2025年7月13日、東映特撮ファンクラブ） - ドンドラゴクウ（声） 役[21]
- 相棒 sideA /sideB（2024年3月20日、TELASA） - 高木宇宙 役[22]
- 相棒 sideX（2024年10月16日、TELASA） - 高木宇宙 役[23]
- BACK TO THE STORIES（2025年7月1日 - 、FOD SHORT） - 黒崎 役[24]

### オリジナルビデオ
- スーパー戦隊シリーズ（東映ビデオ）
  - 暴太郎戦隊ドンブラザーズVSゼンカイジャー（2023年9月27日） - 桃谷ジロウ / ドンドラゴクウ 役[25]
  - 王様戦隊キングオージャーVSドンブラザーズ（2024年10月9日） - 桃谷ジロウ / ドンドラゴクウ / ドントラボルト 役[26]

### 映画
- 愛唄 -約束のナクヒト-（2019年1月25日、東映）
- ミドリムシの夢（2019年11月16日） - 翔（高校生時代） 役
- 高津川（2019年11月29日先行公開、2022年2月11日全国公開、ギグリーボックス） - 斉藤竜也 役
- 午前0時、キスしに来てよ（2019年12月6日、松竹）
- 望み（2020年10月9日、KADOKAWA）
- 彼女が好きなものは（2021年12月3日、アニモプロデュース）
- マイスモールランド（2022年5月6日、バンダイナムコアーツ） - 岩井智雄 役
- 暴太郎戦隊ドンブラザーズ THE MOVIE 新・初恋ヒーロー（2022年7月22日、東映） - 桃谷ジロウ / ドンドラゴクウ / ドントラボルト 役[27]

### 舞台・朗読劇
- KAAT 神奈川芸術劇場プロデュース舞台『SHELL』（2023年11月11日 - 26日、KAAT 神奈川芸術劇場 / 12月9日・10日、京都芸術劇場 春秋座） - 咲斗 役[11]
- 朗読劇『夢から醒めない夢を見よ。』（2023年12月17日、シアター・アルファ東京） - とある男 役[28]
- 劇団ホチキス第48回公演『ワイルド番地』（2024年4月5日 - 14日、あうるすぽっと） - 主演・北原聡 役[12]
- 笑いの実践集団 vol.2 リーディングアクト『他人地獄』〜ジャン＝ポール・サルトル『出口なし』より〜（2024年10月4日 - 6日、シアター・アルファ東京）[29]  -林檎州輝 役
- 劇団ホチキス 第50回本公演『妻らない極道たち』（2025年4月2日 - 6日、こくみん共済 coop ホール/スペース・ゼロ / 4月20日、メニコン シアターAoi）[30] -土橋大 役
- E-Stage Topia Produce『鉄火のいろは〜幕末火消四十八景〜』(2025年6月25日 - 29日、テアトルBONBON) -主演・常五郎 役

### MV
- Czecho No Republic「テレパシー」（2018年2月28日）
- UVERworld「Teenage Love」（2021年3月10日）

### CM
- バンダイナムコアミューズメント スペースアスレチック トンデミ 学生編「フォーエバー17才。」（2019年10月）
- NTT docomo 企業CM「みんなに好きをつなごう」篇（2021年2月）

### イベント
- 超英雄祭 KAMEN RIDER × SUPER SENTAI LIVE & SHOW 2023（2023年2月9日、横浜アリーナ）

### 玩具
- 暴太郎戦隊ドンブラザーズ ドンブラスター -MEMORIAL EDITION-（2023年11月20日）
- 暴太郎戦隊ドンブラザーズ ザングラソード -MEMORIAL EDITION-（2024年1月26日）
- 暴太郎戦隊ドンブラザーズ ニンジャークソード -MEMORIAL EDITION-（2024年3月18日）

## 作品

### キャラクターソング
| 発売日         | 商品名                                              | 歌 | 楽曲                                   | 備考                                               |
| -------------- | --------------------------------------------------- | --- | -------------------------------------- | -------------------------------------------------- |
| 2022年11月23日 | 暴太郎戦隊ドンブラザーズ EP vol.4                   | ドンモモタロウ / 桃井タロウ（樋口幸平）、サルブラザー / 猿原真一（別府由来）、オニシスター / 鬼頭はるか（志田こはく）、イヌブラザー / 犬塚翼（柊太朗）、キジブラザー / 雉野つよし（鈴木浩文）、ドンドラゴクウ / ドントラボルト / 桃谷ジロウ（石川雷蔵）、ソノイ（富永勇也）、ソノニ（宮崎あみさ）、ソノザ（タカハシシンノスケ） | 「アバターパーティー!ドンブラザーズ!」 | 特撮テレビドラマ『暴太郎戦隊ドンブラザーズ』関連曲 |
| 2023年3月1日   | 暴太郎戦隊ドンブラザーズ キャラクターソングアルバム | ドンドラゴクウ / ドントラボルト / 桃谷ジロウ（石川雷蔵） | 「トライ!グッドライバル!」             | 特撮テレビドラマ『暴太郎戦隊ドンブラザーズ』関連曲 |